# 大月光興
大月 光興（おおつき みつおき、1766年（明和3年）- 1834年9月17日（天保5年8月15日））は、江戸時代後期の装剣金工家である。幼名は喜八郎後に五郎左衛門。号は龍興堂、是空入道等。

## 経歴・人物
山城屋の屋号を持った金工家の大月光芳の子として京都に生まれる。1796年（寛政8年）頃に江戸に移り、岸駒から絵画を学んだ。この頃に活躍した長澤蘆雪の影響を受けて華麗で奇抜な絵画をよくした。
後にこの作風を使った鍔や目貫を制作した。同時期に活躍した一宮長常や鉄元堂正楽と共に京都の装剣金工家の三作の一人となり、一躍有名となった。なお、彼は金工の一派である大月派の中で最も優秀な作品を残した一人とされ、多くの弟子を輩出した。

## 主な弟子
- 大月光弘 - 光興の嫡男でもある。
- 川原林秀興
- 篠山篤興
- 松尾月山 - 川原林の弟子でもある。

## 主な作品
- 『大原女図鍔』- 鍔で京都の庶民の風俗を題材としている。
- 『月下飢狼図』- 目貫。